# Onthophagus janushevi
Onthophagus janushevi là một loài bọ cánh cứng trong họ Bọ hung (Scarabaeidae).